# Sticky Fingers
Sticky Fingers (с англ. — «Липкие Пальцы») — девятый британский и одиннадцатый американский студийный альбом группы The Rolling Stones, записанный на студии в штате Алабама и появившийся в продаже в апреле 1971 года. Первый альбом музыкантов, записанный без участия Брайана Джонса, скончавшегося в 1969 году. Издан фирмой Rolling Stones Records, основанной в 1970 году.

## Обложка
Скандальную обложку альбома «Липкие пальцы» (Sticky Fingers) с изображением промежности Джо Даллесандро придумал арт-дизайнер Энди Уорхол; в то время как художественное оформление было задумано Уорхолом, фотография была сделана Билли Неймом, а дизайн — Крейгом Брауном. В оригинале молния на фотографии была расстегивающейся, и это зачастую приводило к повреждению виниловой поверхности пластинки.
Во франкистской Испании обложка попала под запрет и была заменена менее оригинальной, на которой была изображена консервная банка с отрезанными человеческими пальцами в кровавом соусе (из альбома была также исключена песня «Sister Morphine», её заменили концертной версией песни «Let It Rock»).
В 2011 году обложка альбома заняла 11-е место в списке лучших обложек альбомов всех времен по мнению читателей интернет-издания «MusicRadar».
В 2003 году Sticky Fingers был включён в список «500 величайших альбомов всех времён» по версии журнала Rolling Stone под номером 63.

## Список композиций
Слова и музыка всех песен — написаны Миком Джаггером и Китом Ричардсом, кроме отмеченных особо.
| №  | Название                                     | Длительность |
| -- | -------------------------------------------- | ------------ |
| 1. | «Brown Sugar»                                | 3:48         |
| 2. | «Sway»                                       | 3:50         |
| 3. | «Wild Horses»                                | 5:42         |
| 4. | «Can't You Hear Me Knocking»                 | 7:14         |
| 5. | «You Gotta Move» (Фред Макдауэлл/Гэри Дэвис) | 2:32         |

| №   | Название                                              | Длительность |
| --- | ----------------------------------------------------- | ------------ |
| 6.  | «Bitch»                                               | 3:38         |
| 7.  | «I Got the Blues»                                     | 3:54         |
| 8.  | «Sister Morphine» (Джаггер/Ричардс/Марианна Фейтфулл) | 5:31         |
| 9.  | «Dead Flowers»                                        | 4:03         |
| 10. | «Moonlight Mile»                                      | 5:56         |

## Позиции в хит-парадах

### Альбом
| Год  | Чарт                                      | Позиция |
| ---- | ----------------------------------------- | ------- |
| 1971 | UK Top 50 Albums                          | 1       |
| 1971 | Billboard Pop Albums                      | 1       |
| 1971 | Australian Kent Music Report Albums Chart | 1       |

| Год  | Чарт                               | Позиция |
| ---- | ---------------------------------- | ------- |
| 1971 | Австралия (Kent Music Report)      | 18      |
| 1971 | Великобритания (OCC)               | 3       |
| 1971 | Италия (FIMI)                      | 21      |
| 1971 | Нидерланды (Buma/Stemra)           | 1       |
| 1971 | США (Billboard Top Popular Albums) | 21      |
| 1971 | Франция (IFOP)                     | 24      |
| 1971 | ФРГ (Offizielle Top 100)           | 13      |

### Синглы
| Год  | Сингл                                   | Чарт              | Позиция |
| ---- | --------------------------------------- | ----------------- | ------- |
| 1971 | «Brown Sugar» / «Bitch» & «Let It Rock» | UK Top 50 Singles | 2       |
| 1971 | «Brown Sugar»                           | Billboard Hot 100 | 1       |
| 1971 | «Wild Horses»                           | Billboard Hot 100 | 28      |